# المپیک زمستانی ۱۹۵۶
بازی‌های المپیک زمستانی ۱۹۵۶ (به انگلیسی: VII Olympic Winter Games) در شهر کورتینا دامپزو در کشور ایتالیا از ۲۶ ژانویه تا ۵ فوریه ۱۹۵۶ برگزار شد.
در این دوره از بازی‌ها شوروی با ۷ طلا، ۳ نقره و ۶ برنز مقام اول این رقابت‌ها را به دست آورد. اتریش با ۴ طلا، ۳ نقره و ۴ برنز مقام دوم را کسب کرد و تیم فنلاند با ۳ طلا، ۳ نقره و ۱ برنز به مقام سوم رسید. تیم ایران در این دوره از بازی‌ها حضور داشته است.

## کشورهای شرکت‌کننده
- بابسلد (۲) (جزئیات)
- هاکی روی یخ (۱) (جزئیات)
- اسکیت روی یخ
  -  اسکیت نمایشی (۳) (جزئیات) 
  -  اسکیت سرعت (۴) (جزئیات)
- اسکی
  -  اسکی آلپاین (۶) (جزئیات) 
  -  اسکی نوردیک  (جزئیات) 
    -  اسکی صحرانوردی (۶) (جزئیات) 
    -  نوردیک ترکیبی (۱) (جزئیات) 
    -  اسکی پرش (۱) (جزئیات)

- استرالیا (۸)
- اتریش (۶۶)
- بلژیک (۶)
- بولیوی (۱)
- بلغارستان (۷)
- کانادا (۳۷)
- شیلی (۴)
- چکسلواکی (۴۱)
- فنلاند (۳۴)
- فرانسه (۳۷)
- تیم متحد آلمان (۷۵)
- بریتانیای کبیر (۴۵)
- یونان (۳)
- مجارستان (۲)
- ایسلند (۸)
- ایران (۴)
- ایتالیا (۷۹) (میزبان)
- ژاپن (۱۰)
- کره جنوبی (۴)
- لبنان (۳)
- لیختن‌اشتاین (۸)
- هلند (۸)
- نروژ (۵۱)
- لهستان (۵۳)
- رومانی (۲۰)
- اتحاد شوروی (۶۷)
- اسپانیا (۱۴)
- سوئد (۶۸)
- سوئیس (۶۱)
- ترکیه (۶)
- ایالات متحده آمریکا (۷۴)
- یوگسلاوی (۱۷)

## جدول مدال‌ها

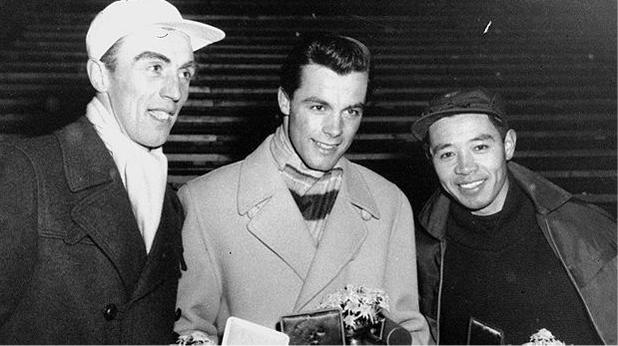
تصویری از ۳ ورزشکار المپیک ۱۹۵۶ از کشورهای سوئد، اتریش و ژاپن

*   کشور میزبان (ایتالیا)
| رتبه            | کشور                | طلا | نقره | برنز | مجموع |
| --------------- | ------------------- | --- | ---- | ---- | ----- |
| ۱               | اتحاد شوروی[a]      | ۷   | ۳    | ۶    | ۱۶    |
| ۲               | اتریش               | ۴   | ۳    | ۴    | ۱۱    |
| ۳               | فنلاند              | ۳   | ۳    | ۱    | ۷     |
| ۴               | سوئیس               | ۳   | ۲    | ۱    | ۶     |
| ۵               | سوئد                | ۲   | ۴    | ۴    | ۱۰    |
| ۶               | ایالات متحده آمریکا | ۲   | ۳    | ۲    | ۷     |
| ۷               | نروژ                | ۲   | ۱    | ۱    | ۴     |
| ۸               | ایتالیا*            | ۱   | ۲    | ۰    | ۳     |
| ۹               | تیم متحد آلمان      | ۱   | ۰    | ۱    | ۲     |
| ۱۰              | کانادا              | ۰   | ۱    | ۲    | ۳     |
| ۱۱              | ژاپن                | ۰   | ۱    | ۰    | ۱     |
| ۱۲              | لهستان              | ۰   | ۰    | ۱    | ۱     |
| ۱۲              | مجارستان            | ۰   | ۰    | ۱    | ۱     |
| مجموع (۱۳ کشور) | مجموع (۱۳ کشور)     | ۲۵  | ۲۳   | ۲۴   | ۷۲    |